# La Danza (Carpeaux)
La Danza, realizada entre 1865 y 1869, es un conjunto escultórico realizado por el escultor francés Jean-Baptiste Carpeaux  por encargo del arquitecto francés Charles Garnier, para decorar el nuevo edificio de la Ópera de París inaugurado en 1869. 

## Historia
En 1861 se inició el proyecto del nuevo edificio de la Ópera de París, que fue encargado a Charles Garnier. Este arquitecto convocó en 1863 a algunos escultores,  Jean-Baptiste Carpeaux, Eugéne Guillaume, Francois Jouffroy y Jean- Joseph Perraud, para que desarrollaran conjuntos que tendrían como objetivo decorar la fachada de este edificio. A Jean- Baptiste Carpeaux se le asignó el tema de la danza para su obra. El mismo arquitecto le dio a conocer las especificaciones de tamaño y otros requisitos para su pieza.
Ambos llegaron al acuerdo de que la pieza de Carpeaux sería una especie de baile alrededor de un genio inspirador. La intención del artista era expresar la sensación del movimiento, lo que logró mediante una doble dinámica, vertical y circular de todo su conjunto. Sin embargo, la pieza que el escultor presentó al arquitecto rebasó las dimensiones establecidas y contaba con más figuras de las que se habían acordado inicialmente, lo que generó un aumento en el costo de producción. Aun así, Garnier aceptó el trabajo,al encontrarlo lleno de vida. Hubo retrasos en la entrega del conjunto final para ser colocado en la fachada, por lo que la presentación del edificio se realizó sin las esculturas que lo decoraban. Hasta 1869 no se presentaron al público los conjuntos escultóricos de los cuatro artistas.
La Danza no fue bien recibida por el público por considerarla demasiado realista, grotesca y obscena. El 26 de agosto de 1869, alguien arrojó una botella de tinta a la obra de Carpeaux, manchando la cadera de la bacante y salpicando las figuras que tenía a los lados. A pesar de no ser bien recibida la obra y ser maltratada, mucha gente demostró una gran indignación y su apoyo al escultor y al arquitecto. A principios de septiembre de ese mismo año, se logró quitar la mancha de la escultura. El grupo de La Danza causó tal escándalo que en 1869 el gobierno decidió que debía ser removido de la fachada y que Jean- Baptiste Carpeaux debería realizar otra escultura para reemplazarlo, a lo que el escultor se negó. Se comisionó a otro artista para realizar la obra que reemplazaría a La Danza, pero al estallar la Guerra Franco-Prusiana  el proyecto quedó inconcluso. Hasta 1872 no se retomó el tema. 
Sin embargo, el escritor norteamericano Henry James escribió lo siguiente para el periódico New York Tribune tras una estancia en París:

"Carpeaux se hizo famoso por el extraordinario grupo ‘La Danse’que contribuyó a la decoración de la nueva Opera. Cada visitante de París ha pasado su mirada por ella con una mezcla de admiración y perplejidad, y es un trabajo que, mientras siga ahí, tendrá aseguradas las miradas sobre ella. Si el edificio en su totalidad es característico de su tiempo, el grupo de Carpeaux es su elemento más característico.

La escultura original de Carpeaux fue retirada de la fachada y reemplazada por una copia realizada por  Paul Belmondo en 1964 para evitar la erosión de la obra por factores ambientales. Posteriormente, el conjunto escultórico realizado por Carpeaux fue trasladado al Museo de Louvre. En la actualidad, la pieza original se encuentra en el Museo de Orsay.
La Danza se llegó a separar en al menos tres figuras independientes: Las tres gracias, El genio de la danza y Amor hasta la locura.